# Ambulyx pseudoclavata
Ambulyx pseudoclavata là một loài bướm đêm thuộc họ Sphingidae.